# Karl Friedrich von Steiger
Karl Friedrich von Steiger (* 1754; † 1841) war ein Gutsbesitzer zu Tschugg.
Er war zunächst Offizier in holländischen Diensten, dann Dragonerhauptmann in Bern. 1785 wurde er Mitglied der Berner Großen Rates. 1793 engagierte er für seine Kinder Georg Wilhelm Friedrich Hegel als Hauslehrer. Von 1803 bis 1810 war er Oberamtmann zu Erlach.